# Мрежица
Мрежица (серб. Мрежица / Mrežica) — село в общине Билеча Республики Сербской Боснии и Герцеговины. В настоящее время село необитаемо.